# Rikkert Van Dijck
Rikkert Van Dijck (Merksem, 22 juli 1949) is een Vlaams acteur en regisseur.
Zijn bekendste rol is die van Philippe Dejaeghere in Emma. 
Van Dijck regisseerde in 2000 de eerste musical van de meidengroep K3, Doornroosje.

## Filmografie / televisie (voornamelijk gastrollen)
- Max (Patrick) (1994)
- Brylcream Boulevard (1995)
- Familie (Roger Pieters) (1995)
- Heterdaad (huisbaas)
- Terug naar Oosterdonk (nieuwe pastoor)
- 2 Straten verder
- Recht op Recht (dokter Geudens in 2000, bestuurslid in 2001),
- Café Majestic (pa Bert in 2000, schoonvader in 2002)
- Flikken (Neirinckx in 2000, vader De Visser in 2002)
- Samson & Gert (Meneer Kunstkenners in 2001, regisseur in 2004)
- Sedes & Belli (docent)
- De Kotmadam (Rudi in 1999, Stefs professor in 2003, universiteitsprofessor in 2004)
- Aspe (Ferdinand Boedt)
- Witse (vader Van Zeebroeck in 2004, priester Paul Bastelaere in 2005, buurman Roger in 2012)
- Uit het leven gegrepen Kaat & Co (Jean-Pierre in 2005)
- De Wet volgens Milo (Arend Verboom)
- Kinderen van Dewindt (mijnheer Van Brussel), Rupel (Hubert Rogiers)
- Lili en Marleen (dokter)
- Thuis (vader Weyns in 1996 en Robert Reimers van 2003 tot 2005 en in 2006)
- Verschoten & Zoon (mijnheer André Derycke in 2003, 2004, 2005 en 2007),
- Spoed (Luc Deschacht)
- F.C. De Kampioenen (Dirk Van Dekeylenbussen, voorzitter Zwarte Parels)
- Katarakt (Omer Borghmans)
- Wittekerke (Fredje)
- Zone Stad (Robert)
- LouisLouise (gynaecoloog)
- David
- Aspe (Ferdinand Boedt in 2004, Kaasdeckers in 2011)
- Blinker en de Blixvaten (2008) familiefilm (Maatpak 1)[1]
- Wolven (Guy Merckx in 2012-2013).
- De Dag (vader van Vos, 2018)